# 小號協奏曲 (海頓)
約瑟夫·海頓 (Joseph Haydn) 於1796年他64歲時為小號演奏家安東·魏丁格 (Anton Weidinger) 創作了降E大調小號協奏曲（Concerto per il Clarino）。它是小號曲目中最受歡迎的作品之一，也是海頓最受歡迎的協奏曲之一。 魏丁格在1800年3月28日首次演奏本首協奏曲。
整部樂曲旋律十分輕快、活潑、歡樂。按照快、慢、快的原則佈局。全曲光輝四射，富於青春活力，淋漓盡致地發揮了小號輝煌燦爛的音色特性。
第1樂章：快板，主題先由第1小提琴奏出，再以全合奏方式來結束第1主題。接著出現的第2主題，又以全合奏的終結樂句，十分簡潔。主奏的呈示部，再由小號重新吹奏主題。
第2樂章：行板，絃樂器首先奏出西西里舞曲節奏的主題，小號再跟著重復1次。在本樂章中，小號與全樂隊互相對應，而造成轉調的效果。
第3章：快板，有兩個主題以迴旋奏鳴曲形式呈現。絃樂器一同奏出主題，接著全樂團又將主題重複一次，樂曲才轉到主題二，十分有活力的樂句結束了樂隊呈示部。接著主奏小號吹奏出歡樂的主題，這是一段非常有名的旋律，小號在高音區吹奏出嘹亮的音色，此段充分的發揮小號的特色。結尾再現部，重新奏出第一主題，並且直接把樂曲帶進終結部。

## 在大眾文化中

### 本協奏曲的第三樂章

#### 影片配樂
在香港電視廣播有限公司綜藝節目《歡樂今宵》中沈殿霞所主演的喜劇小品《上海婆》，本樂章的旋律被用於主題曲《尋晚夜個上海婆鬧我》之中。
本樂章曾被用作Netflix影集《魷魚遊戲》的配樂。
小小愛因斯坦在其錄影作品《Numbers Nursery》使用本樂章作其背景音樂。

#### 流行音樂
尹光的知名作品《你阿媽大減價》中使用了本樂章作為其副歌的旋律。